# Geldermalsen
Geldermalsen – gmina w prowincji Geldria w Holandii. W 2014 roku populacja wyniosła 23 339 mieszkańców. Stolicą jest miejscowość o tej samej nazwie.
Przez gminę przechodzą autostrady A2 oraz A15, a także droga prowincjonalna N327.

## Miejscowości
- Acquoy (610 mieszk.)
- Beesd (3500)
- Buurmalsen (1100)
- Deil (2140)
- Enspijk (565)
- Geldermalsen (10 600)
- Gellicum (300)
- Meteren (3755)
- Rhenoy (700)
- Rumpt (900)
- Tricht (2150)